# Pierre Unik
Pierre Unik (1909 - 1945) va ser un poeta surrealista i periodista francès, membre del Partit Comunista des de 1927.
El 1933 va treballar al costat de Luis Buñuel per a la producció del documental Las Hurdes, tierra sin pan, i el 1936 va participar en la creació de la pel·lícula La vie est à nous de Jean Renoir. Luis Buñuel, en la seva autobiografia, el descriu com «un noi formidable, apassionat i brillant, un amic molt estimat, fill d'un rabí i sastre jueu».

## Segona Guerra Mundial
Pierre Unik va ser mobilitzat el 4 de setembre de 1940. Li deixà a la seva esposa el manuscrit de la seva novel·la Le Héros du vide que havia avançat a l'agost. Durant la seva incorporació, va mantenir una correspondència gairebé diària amb ella, de vegades fins i tot de dues cartes al dia. Aquests intercanvis són una "conversa" entre qui se separa per primera vegada des del matrimoni.
Participant en la defensa de la ciutat va ser, junt amb el seu regiment, fet presoner pels nazis, i enviat a la caserna Blandan a Nancy. Va ser traslladat el 30 de juliol al camp de concentració de Stalag VIII-A, a prop de Görlitz, on restà empresonat amb el número 33026. Fou assignat de seguida a una Unitat de treball a Schmiedeberg, a uns 75 km de Görlitz, a prop de la frontera de Txecoslovàquia, en una filatura encarregat del manteniment de maquinària tèxtil.
Durant la seva captivitat, va participar en les activitats del camp amb poemes d'escriptura teatral que va enviar a la seva esposa. A finals de juny de 1943, va ser destinat successivament al Kommando 330 L, i tres setmanes més tard, el Kommando 330 R, i finalment al Kommando 330 F, al departament de comptabilitat. Va morir el 1945 en escapar-se del camp de concentració en assabentar-se de l'avenç de l'exèrcit soviètic, per a unir-se a ell. No se'n localitzà el seu cadàver.